# 새들러즈 웰즈

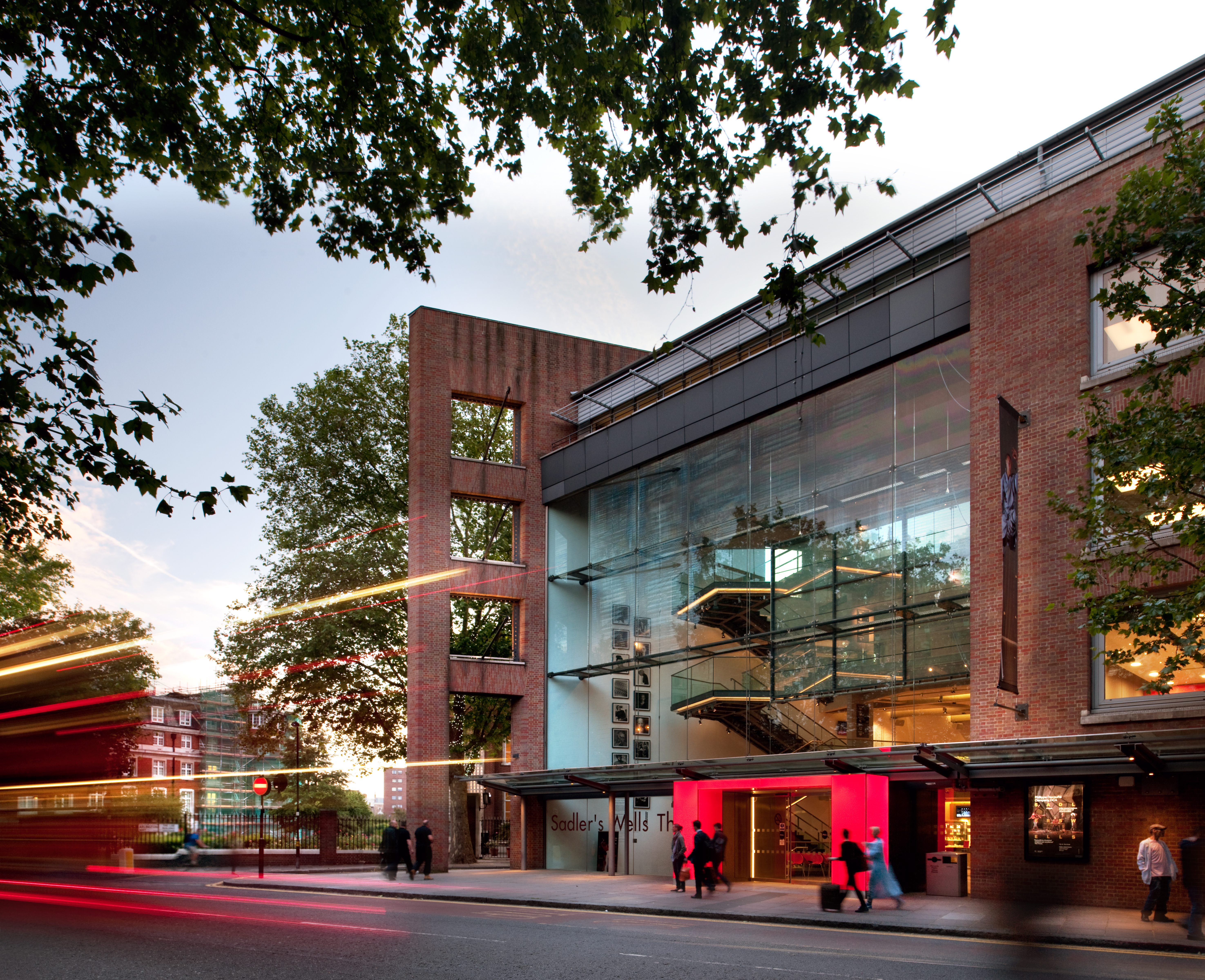
새들러즈 웰즈

새들러즈 웰즈 시어터(Sadler's Wells Theatre)는 영국 런던에 있는 복합극장이다.
이 극장의 창립은 17세기 말이고 그 후에 수많은 부침(浮沈)을 겪으면서 오늘날까지 존속하고 있다. 20세기에 들어와 1927년에 릴리안 베이리스가 런던 북안(北岸)에다 이 극장을 런던의 올드빅에 필적할 만한 것으로 만들려고 1931년에 옛 극장부지에 새로운 극장을 건설했다. 흥행을 위해 존 길구드와 도로시 그린의 <12야>를 상연하고, 그 후는 올드빅이 주로 셰익스피어극 등의 순수극(純粹劇)을 상연하는데 반하여 이 극장에서는 오페라, 발레의 상연을 주로 상연하여 베이리스 여사의 꿈은 실현되었다. 그 후 전속의 새들러즈 웰즈 발레단이 왕실 발레극단의 명칭을 받음과 동시에 그 전용극장을 코벤트 가든 극장으로 옮긴 이래 오늘에 와서는 준국립(準國立) 오페라 극장이 되었다.